# Министр юстиции Финляндии
Министр юстиции Финляндии является членом правительства Финляндии, который возглавляет министерство юстиции. В Кабинете Сипиля было слито с Министерством труда и получило название Министерство труда и юстиции Финляндии.